# (6520) Sugawa
(6520) Sugawa (1991 HH) – planetoida z pasa głównego asteroid okrążająca Słońce w ciągu 3,59 lat w średniej odległości 2,34 j.a. Odkryta 16 kwietnia 1991 roku.